# Conceição das Pedras
Conceição das Pedras é um município brasileiro do estado de Minas Gerais. Sua população, segundo o censo do IBGE de 2022, é de 2 772 habitantes.

## Geografia
O município de Conceição das Pedras está situado no sul do Estado de Minas Gerais, nos contrafortes da Serra da Mantiqueira, sob uma cadeia montanhosa e rochosa denominada Serra das Pedras.
Seu território abrange uma área de 127 km², sendo considerado de pequeno porte e com uma população de pouco mais de 2.700 habitantes.
Distante 430 km de Belo Horizonte, o município apresenta ótimas oportunidades para empreendimentos na área hoteleira e turística pelos seus destaques naturais e pelo excelente grau de qualidade de vida de quem vive neste pacato município.
De solo essencialmente montanhoso (65%), tem como cume, no alto da Serra das Pedras, a altitude de 1820 metros e como ponto menos elevado, na foz do Ribeirão das Pedras, a altitude de 958 metros em relação ao nível do mar. A cidade está localizada no centro do território a 1050 m de altitude.
Abastado por diversas fontes naturais de grande beleza como a Serra das Pedras (Pedra Branca), as cachoeiras da Usina, dos Bandeirantes e várias outras; o Município de Conceição das Pedras passa por um processo de reurbanização e modernização nos meios de produção e administrativos visando a adequação ao Selo Turístico que foi conferido ao município.

## Economia
A escassez de terras planas (são apenas 2% da área total), a baixa temperatura média (15 °C) e a intensidade das chuvas (cerca de 1650 mm/ano), tornam a região propícia à produção de café, banana, batata, tomate, milho, frutas cítricas e hortigranjeiros em geral. A soma desses aspectos faz com que o gado de leite tenha uma boa produção e qualidade reconhecida nos mercados de São Paulo e em todo o Sul de Minas.
A agropecuária predomina como atividade econômica de maior destaque pela alta fertilidade do solo e outros fatores. O leite é classificado como um dos melhores da região por causa dos aspectos do relevo e, atualmente, grande parte é vendida para a indústria láctea.
O setor industrial limita-se à produção de queijo, de luvas de couro, de artefatos de madeira e carvão.
Contando com uma grande variedade de espécies, a flora inclui Araucárias, Jacarandás, Ipês, Cedros, Candeias e outras madeiras nobres. Há também Eucaliptos e Pinus a título de reflorestamento e para o corte.
O município integra o circuito turístico Caminhos do Sul de Minas.

## Administração
Compõem o município os bairros do Barreiro, Cabeçote, Capinzal, Centro, Grota, Lavra, Pereira, Santo Antônio, São José, São José do Pinhal, São Miguel, Tijuco Preto, Turvo, Usina e Ventania. Os limites territoriais se dão com os municípios de Pedralva, Natércia, Jesuânia, Cristina e Olímpio Noronha.
Toda a cidade possui infra-estrutura completa, sendo a quase totalidade das ruas calçadas, as praças arborizadas e todo o perímetro urbano servido de água e esgoto sob concessão da Prefeitura. Ela também é responsável pela limpeza pública, coleta e administração do lixo. Os espaços físicos para recreação como Parque Desportivo assim como as quadras da zona rural e o Clube Social Pedrense também estão concentrados nas mãos da administração pública municipal.
A Energia Elétrica chega aos lares pedrenses pela concessionária CEMIG e os serviços de telefonia fixa são prestados pela operadora Oi (antiga TELEMAR). Já os serviços de telefonia móvel são prestados pela operadora Vivo (antiga Telemig Celular).
Pertencente à Comarca de Natércia, o Município ainda é dependente daquela cidade no que tange quanto às decisões judiciais e à segurança pública estadual.
Quanto à Justiça Eleitoral, passou para a Comarca de Cristina - MG, conforme Ofício 039/2017, de 23/10/2017 e Ofício Circular nº 03/2019, de 07/02/2019.

## Cultura e educação
O ambiente cultural ainda mostra-se muito tímido, mas todos têm acesso ao ensino fundamental e médio em todo o Município. A prefeitura municipal oferece transporte gratuito para Itajubá onde há divérsas opções em ensino superior, cursos profissionalizantes e pré-vestibulares. Há um telecentro comunitário para pesquisa com acesso a Internet e uma biblioteca municipal. Foram implementados novos programas de esportes através da Prefeitura Municipal, como futebol, vôlei e caratê, esportes que ajudam principalmente crianças a terem um melhor futuro.